# دانيلا أوبراين
دانيلا أوبراين (بالإنجليزية: Danielle O'Brien)‏ هي راقصة على الجليد أسترالية، ولدت في 7 فبراير 1990 في سيدني في أستراليا.

## وصلات خارجية
- دانيلا أوبراين على موقع الاتحاد الدولي للتزلج (الإنجليزية)
- دانيلا أوبراين على موقع أوليمبيديا (الإنجليزية)
- دانيلا أوبراين على موقع اللجنة الأولمبية الأسترالية (الإنجليزية)